# Стефаненко Павло Вікторович
Павло́ Ві́кторович Стефане́нко (*24 жовтня 1960, Донецьк) — доктор педагогічних наук, професор.
Заслужений працівник освіти України. Полковник (в запасі з 2007р).
Биография: https://agz.dnmchs.ru/agz/content/pochetniy